# Stesilea inornata
Stesilea inornata är en skalbaggsart som beskrevs av Francis Polkinghorne Pascoe 1865. Stesilea inornata ingår i släktet Stesilea och familjen långhorningar.
Artens utbredningsområde är Sulawesi. Inga underarter finns listade i Catalogue of Life.